# Termoablazione laser dei noduli tiroidei
L'ablazione laser percutanea dei noduli tiroidei è una procedura mini invasiva di termoablazione laser indicata per trattare lesioni benigne della tiroide, come i noduli freddi o i noduli singoli nell'ambito di un gozzo multinodulare. La tecnica consiste nella distruzione del tessuto mediante l'inserimento al suo interno di fibre ottiche che veicolano l'energia luminosa, provocando una necrosi completa e non reversibile delle lesioni. Il risultato terapeutico è rappresentato dalla riduzione volumetrica del nodulo, e di conseguenza dei sintomi locali, quali compressione, e dalla diminuzione o scomparsa della visibilità del gozzo nodulare.
L'obiettivo della terapia termoablativa laser è quello di distruggere la lesione senza asportare l'organo, preservandone quindi la normale anatomia.
Una volta documentata la natura benigna del nodulo, i criteri di selezione per il trattamento con il laser riguardano lesioni sufficientemente voluminose da creare un danno cosmetico o dei sintomi compressivi locali e quei pazienti che presentino delle controindicazioni all'atto chirurgico o all'anestesia o che non vogliano, per ragioni estetiche, sottoporsi a un intervento chirurgico.

## Storia
La termoterapia interstiziale laser dei noduli tiroidei comparve sulla scena dei trattamenti mini invasivi della tiroide nel 2000. Fu Pacella ad applicare per la prima volta la tecnica laser percutanea ai noduli tiroidei a carattere maligno. Nel 2004 i lavori di Dossing e Pacella aprirono la strada al trattamento dei noduli tiroidei benigni, che fu successivamente oggetto di innumerevoli studi e pubblicazioni.

## Procedura
L'intervento di ablazione laser dei noduli tiroidei viene effettuato ambulatorialmente in Day-Hospital o in Day-Surgery. 
Effettuata un'anestesia locale, sotto guida ecografica vengono posizionati all'interno del nodulo uno o due aghi, a seconda della grandezza del nodulo. Attraverso il lume degli aghi vengono veicolate delle fibre ottiche estremamente sottili che collegate a un laser erogano energia luminosa. 
Il tempo totale del trattamento è di circa 30 min, ma l'applicazione di energia laser è di circa 10-12 min. Il resto del tempo è legato alla preparazione e messa a punto del paziente e a un suo controllo successivamente alla terapia.

## Vantaggi
Rispetto alla terapia farmacologica l'ablazione laser ha dei vantaggi di immediatezza e di efficacia nei noduli singoli e soprattutto quando questi abbiano già raggiunto un certo volume. In questi casi, la termoablazione laser percutanea non solo impedisce l'accrescimento dei noduli ma ne induce una riduzione in tempi rapidi e senza dovere effettuare una terapia protratta nel corso di molti anni.
Rispetto alla terapia con iodio radioattivo a termoablazione laser pare essere meno efficace del trattamento radiometabolico per i noduli autonomi.
Rispetto al trattamento chirurgico tradizionale::
- sono minori o assenti i casi in cui l'ablazione laser induce ipotiroidismo;
- cicatrici o residui danni estetici sono minimi;
- non è dolorosa;
- è una procedura che si effettua in Day Hospital, quindi non necessita del ricovero ospedaliero;
- è un trattamento di breve durata (circa 30 minuti – compresa la preparazione del paziente);
- produce volumi di necrosi predicibili e ripetibili;
- non compromette ulteriori azioni terapeutiche.